# Psicodermatologia
La psicodermatologia è una disciplina che si occupa del trattamento dei disturbi della pelle usando tecniche psicologiche e psichiatriche. È una sottospecialità controversa della dermatologia, perché postula che una varietà di condizioni della pelle possa essere guarita dalla mente.
In ambito dermatologico, è presente il riscontro di correlazioni tra patologie della pelle (acne, alopecia, psoriasi, dermatiti, ecc.) con aspetti emotivi e/o da condizioni di stress.
Questo punto di incontro tra dermatologia e psicologia è stato definito come "psicodermatologia", che sta ad indicare una disciplina parte della psicosomatica.
Le malattie che sono oggetto di studio della psicodermatologia sono suddivise in tre categorie:
- disturbi psicofisiologici: lo stato emotivo della persona è causa o concausa dell'insorgere o dell'aggravarsi di alcune patologie dermatologiche. Tra esse l'acne, l'alopecia areata, la dermatite atopica, la psoriasi, la porpora psicogena, la dermatite seborroica, l'orticaria;
- disturbi psichiatrici primari: certe malattie psichiatriche causano nella persona un atteggiamento aggressivo che si coinvolge il derma per via di danni autoinflitti (tagli, graffi, etc.). Qui il primo passo da farsi non è la consultazione di un dermatologo (che comunque è richiesta) ma la terapia psichiatrica;
- disturbi psichiatrici secondari: al contrario dei primi, in questo caso sono certe malattie della pelle che, per le loro manifestazioni visibili, possono causare disagio psichico o sociale (a livello dell'immagine di sé, di difficoltà sociali, etc.).